# West Vancouver

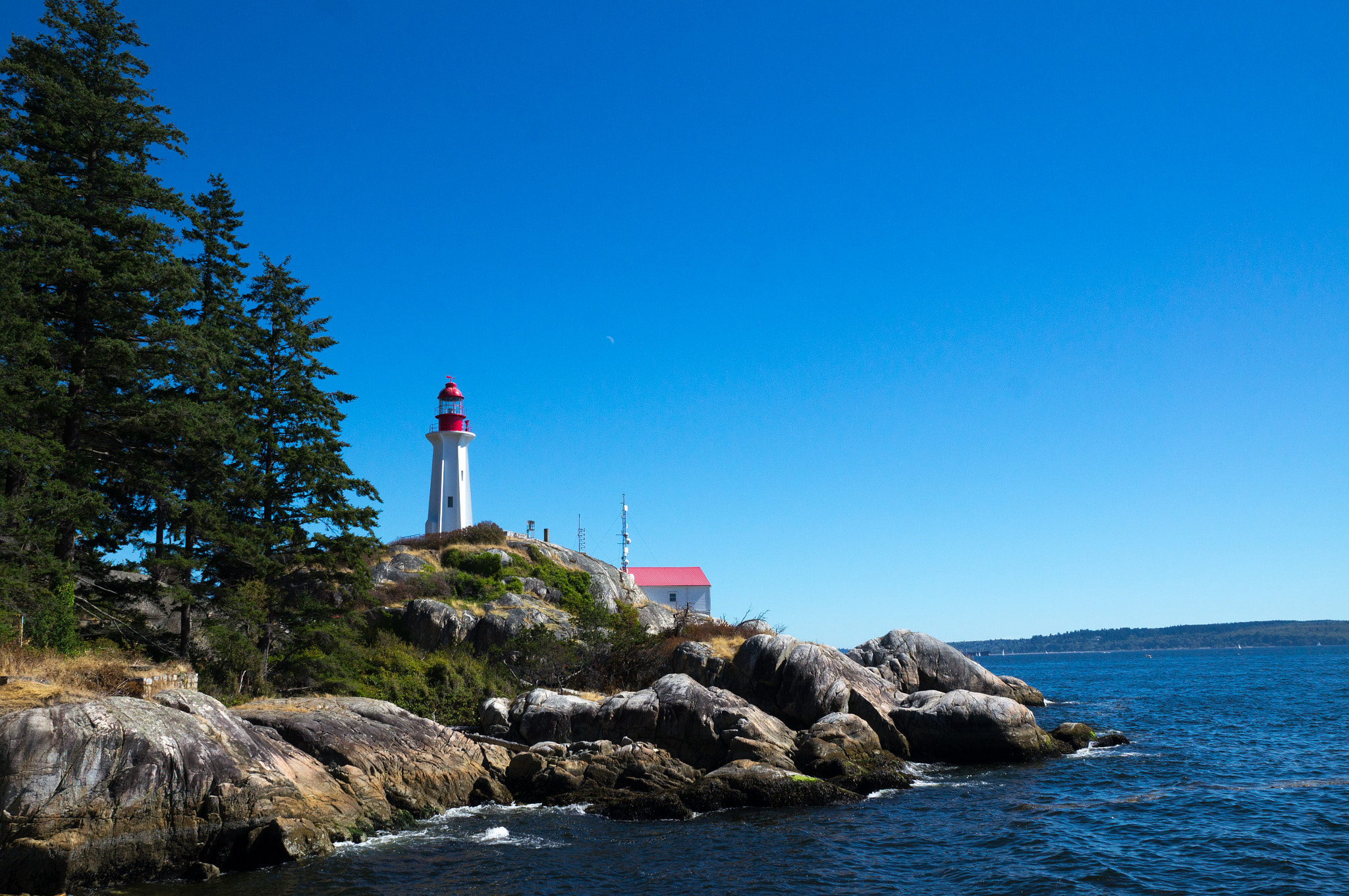
Faro de Point Atkinson, patrimonio cultural de Canadá

West Vancouver es un municipio (en inglés, district municipality) situado en la provincia canadiense de Columbia Británica. Tiene una población estimada, a mediados de 2024, de 48 880 habitantes.
Se fundó el 15 de marzo de 1912, después de separarse del distrito de North Vancouver.

## Localización
La localidad es parte del distrito regional Metro Vancouver.
Se ubica al noroeste de la ciudad de Vancouver, en el lado norte de la Bahía Inglesa y la costa sureste de Howe Sound.

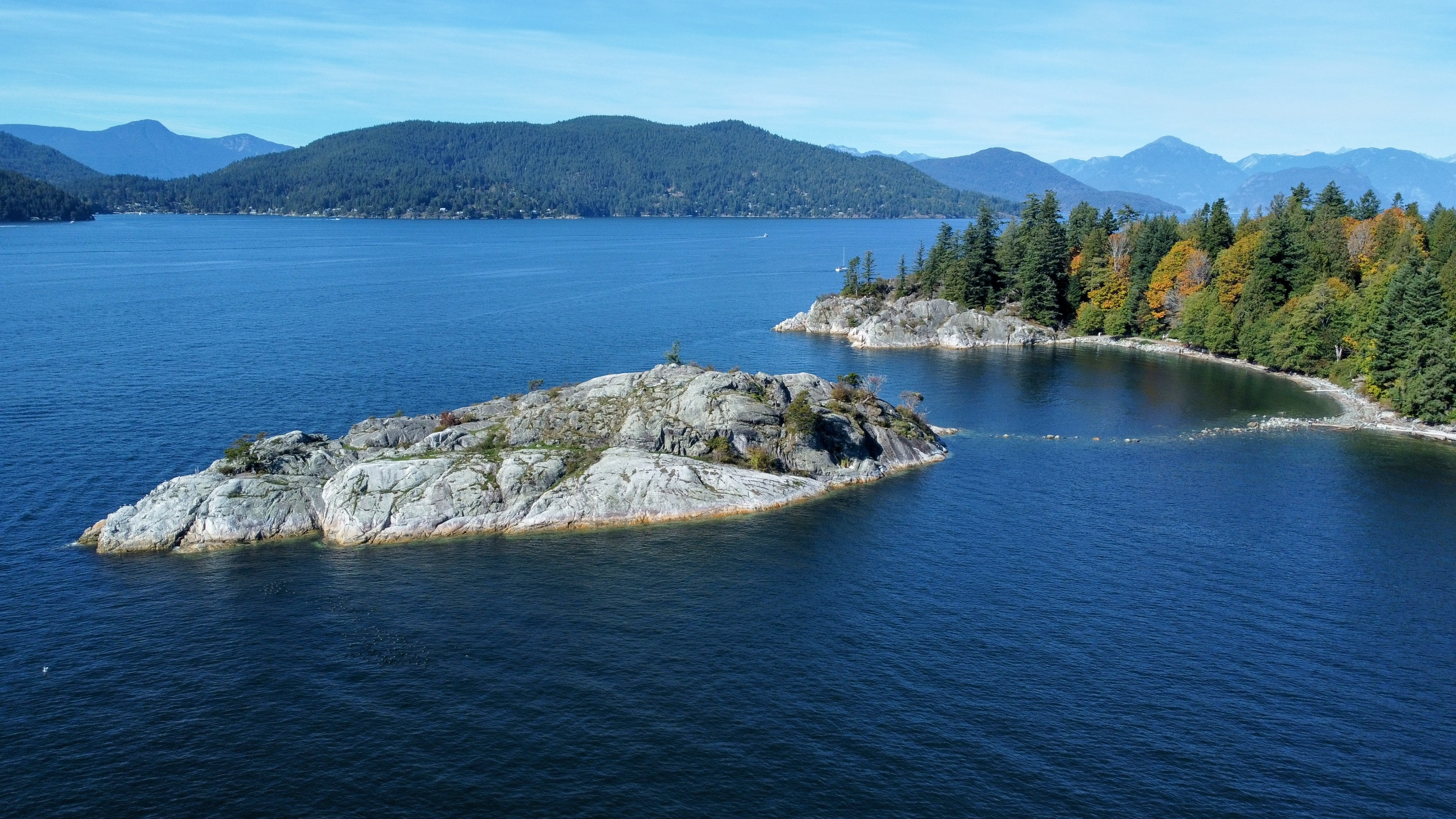
Whytecliff Park

## Economía
West Vancouver alberga el primer centro comercial de Canadá, el Park Royal Shopping Centre, en el que pueden encontrarse locales de algunas de las principales marcas internacionales, como H&M, Zara o Gap.